# (500510) 2012 TL288
(500510) 2012 TL288 es un asteroide perteneciente al cinturón de asteroides, descubierto el 25 de mayo de 2006 por el equipo del Mount Lemmon Survey desde el Observatorio del Monte Lemmon, Arizona, Estados Unidos.

## Designación y nombre
Designado provisionalmente como 2012 TL288.

## Características orbitales
2012 TL288 está situado a una distancia media del Sol de 3,113 ua, pudiendo alejarse hasta 3,392 ua y acercarse hasta 2,834 ua. Su excentricidad es 0,089 y la inclinación orbital 10,00 grados. Emplea 2006,54 días en completar una órbita alrededor del Sol.

## Características físicas
La magnitud absoluta de 2012 TL288 es 16,2. 